# Марія Боґда
Марі́я Бо́ґда (пол. Maria Bogda, справжнє ім'я — Яні́на Копа́чек-Бро́дзіш (пол. Janina Kopaczek-Brodzisz); 25 листопада 1909, Львів, Австро-Угорщина — 30 червня 1981, Дезерт-Гот-Спрінґс, США) — польська акторка театру та кіно.

## Життєпис
Народилася 25 листопада 1909 року у Львові, тут закінчила школу Софії Стшалковської (нині в цій будівлі знаходиться загальноосвітня школа № 6). В 1926 перемогла у конкурсі «Фотогенічні обличчя», організованого газетою «Warszawski Wieczór», і в нагороду отримала річний курс навчання в Інституті кіно імені Віктора Беганьського у Варшаві. Під час навчання познайомилася із своїм майбутнім чоловіком, теж львів'янином і студентом Інституту кіно, актором Адамом Бродзішем. Шлюб вони взяли в 1934.
|                                                              |  |  |
| Колишня школа Софії Стшалковської на вулиці Зеленій у Львові |  |  |

1929 року Марія Боґда посіла перше місце в конкурсі «Найкрасивіший тип польки» газети «Ilustrowany Kuryer Codzienny» та почала зніматися в кіно. Цього ж року стала членом Львівського клубу короткохвильовиків, з позивним SP3HR.

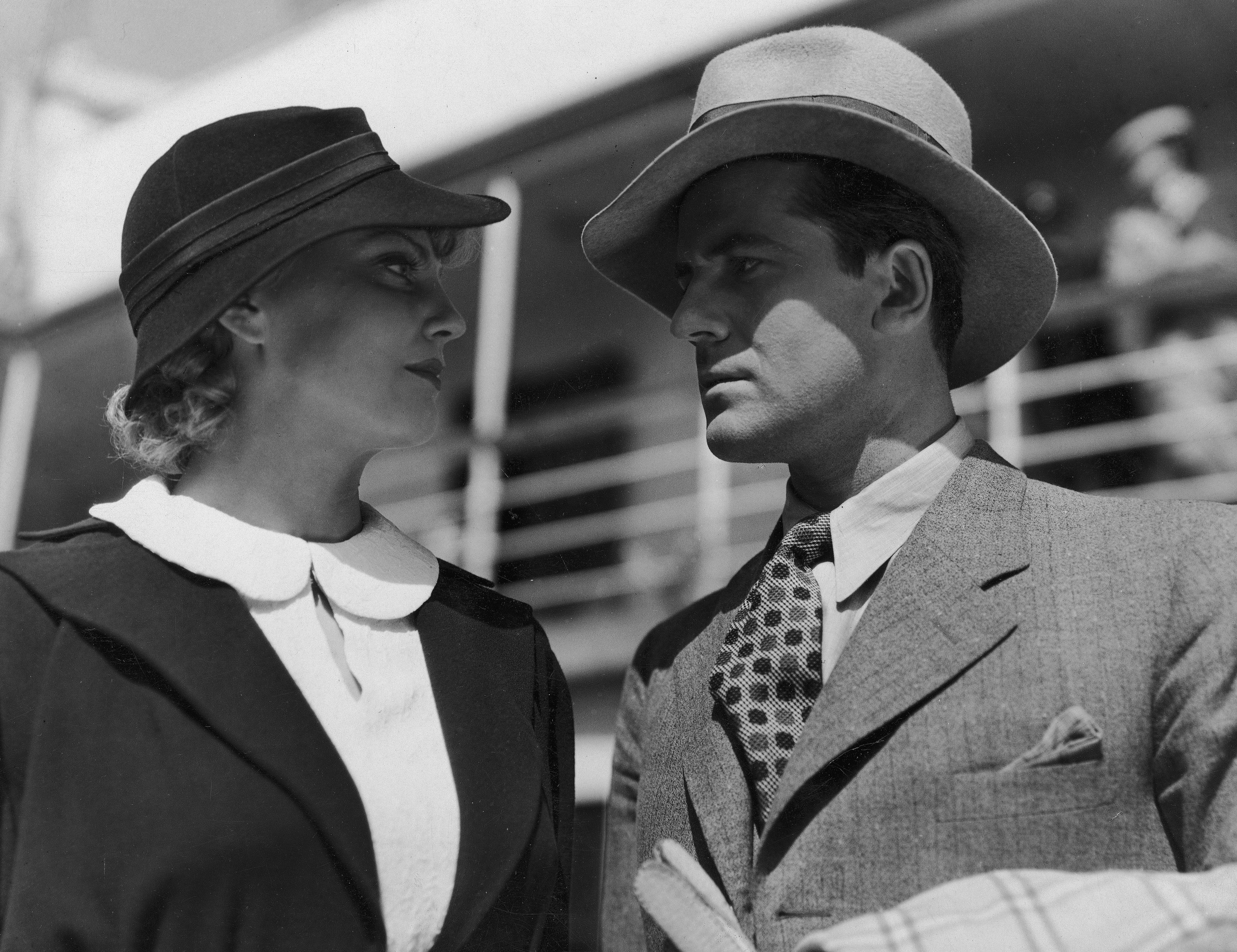
Марія Боґда та Адам Бродзіш у фільмі «Рапсодія Балтики» (1935)

Знімалася в німому кіно, а згодом і в звуковому. У декількох фільмах зіграла разом із своїм чоловіком Адамом Бродзішем: «Безіменні герої» (1932), «Голос пустелі» (1932), «Під твій захист» (1933), «Молодий ліс» (1934), «Рапсодія Балтики» (1935), «Пан редактор скаженіє» (1937), «Жінки над прірвою» (1938), «Богородиця» (1939). Подружжя мешкало у віллі на околицях Варшави. Вони були популярними акторами, мали успіх у товаристві. В січні 1938 року їх було обрано Королем та Королевою Балу Моди у варшавському Готелі «Європейський».
Акторська кар'єра Марії закінчилася з початком Другої світової війни. Роки окупації подружжя провело у Варшаві. У 1939—1941 Марія працювала офіціанткою у кав'ярні «Наполеонка». Разом з чоловіком брала участь у Варшавському повстанні — працювала у їдальні для повстанців, у своїй віллі організувала шпиталь. Після поразки повстання подружжя Бродзішів залишило Варшаву, оселилося в Закопаному, утримуючи тут пансіонат «Бродзішувка» (пол. Brodziszówka).
В повоєнному кінематографі для Марії місця не знайшлося, протягом кількох років вона грала у мандрівному театрі, організованому її чоловіком. У 1950 Адама Бродзіша взяли до трупи театру в Бельсько-Бялій. В червні 1961 театр, із спектаклем «Скіз» Габріелі Запольської, поїхав на гастролі до США. У турне Адам взяв і свою дружину. По його закінченню подружжя вирішило не повертатися до Польщі. Вони залишилися в країні, оселилися в Лос-Анджелесі та почали займатися розведенням шиншил.
Після виходу на пенсію подружжя Бродзішів збудувало в Дезерт-Гот-Спрінґс власний будинок й прожило тут решту свого життя. Марія Боґда померла 30 червня 1981, за п'ять років помер і її чоловік. За заповітом Марії, в квітні 1988 прах подружжя було перевезено до Польщі. Їхня могила розташована на Раковицькому цвинтарі в Кракові, місце — JB-6-3.

## Творчість

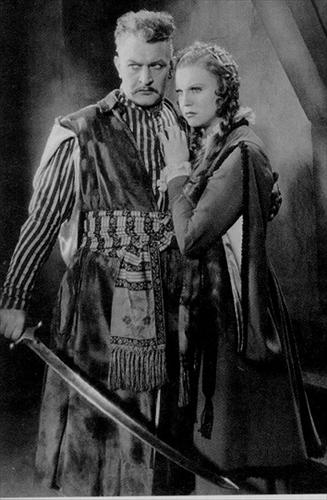
Марія Боґда з Францішком Броднєвічем у фільмі «Пан Твардовський» (1936)

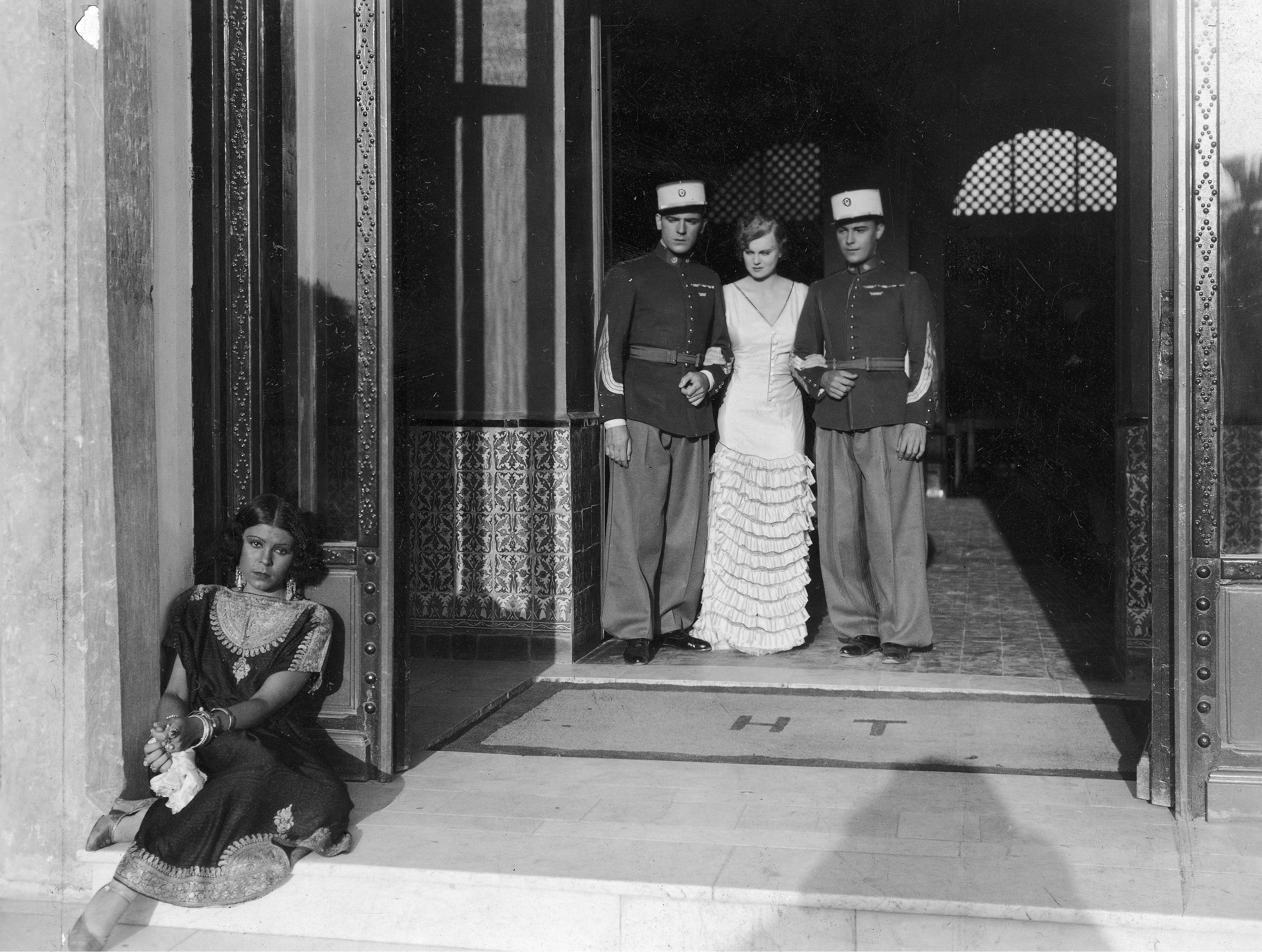
Кадр з фільму «Голос пустелі» (1932)

Марія Боґда стала першою білявкою в польському кінематографі. Раніше для зйомок застосовувалася ортохроматична кіноплівка, нечутлива до жовтого і червоного, через що світлоокі, біляві актори виходили в кадрі невиразними. В другій половині 1920-х років замість неї, в польському кіновиробництві, почали використовувати панхроматичну плівку, чутливу до всього видимого спектра світла.
Загалом акторка знялася в 17 польських фільмах. Більшість її ролей — це миловидні, лагідні, вірні чоловікові, вітчизні та Богові жінки.
|                                 | Тип вроди Марії Боґди — блондинка, із скромною, але модною зачіскою, нерізкими рисами обличчя, стриманими і спокійними рухами — зумовив її до виконання ролей лагідних і богомільних жінок, котрих зрештою Бог винагороджує за віру, цноту і терплячість.Оригінальний текст (пол.) Typ urody Marii Bogdy — skromnie, lecz modnie zaczesana blondynka o niewyrazistych rysach twarzy, poruszająca się w sposób dyskretny i opanowany — predestynował ją do ról łagodnych i bogobojnych kobiet, które w końcu Bóg wynagradza za wiarę, cnotę i cierpliwość. |
| — Аліна Мадей, мистецтвознавець | |

| Рік  | Назва фільму                                | Роль              |
| ---- | ------------------------------------------- | ----------------- |
| 1929 | Під прапором кохання                        | Марія             |
| 1929 | Поліцмейстер Тагєєв (Policmajster Tagiejew) | Яніна             |
| 1929 | Таємниця поштової скриньки                  | Ніна Завойська    |
| 1932 | Безіменні герої                             | Яніна Реньська    |
| 1932 | Голос пустелі                               | Дженні Бартон     |
| 1933 | Під твій захист                             | Мариля            |
| 1934 | Дочка генерала Панкратова                   | Революціонерка    |
| 1934 | Молодий ліс                                 | Ванда Літиньська  |
| 1935 | Абетка кохання                              | Геленка           |
| 1935 | Антек-поліцмейстер                          | Казя Левандовська |
| 1935 | Рапсодія Балтики / Rapsodia Bałtyku         | Янка Заторська    |
| 1936 | Маленький морячок                           | Марися            |
| 1936 | Пан Твардовський                            | Кася              |
| 1937 | Пан редактор скаженіє                       | Ірена             |
| 1937 | Ти, що в Гострій світиш Брамі               | Марія             |
| 1938 | Жінки над прірвою                           | Марися Журкувна   |
| 1939 | Богородиця                                  | Мариля            |